# Macrochelys apalachicolae
La tortuga mordedora Apalachicola (Macrochelys apalachicolae) es una especie de tortuga propuesta que vive en el río Apalachicola, Estados Unidos. Tradicionalmente se ha incluido como parte de la especie generalizada Macrochelys temminckii, pero un análisis en 2014 recomendó tratarla como distinta. Un estudio publicado el año siguiente consideró este cambio injustificado y recomendó que M. apalachicolae debería ser considerada un sinónimo más moderno de M. temminckii, y esto es seguido por la Base de datos de reptiles. El Grupo de Especialistas en Tortugas y Tortugas de Agua Dulce de la UICN, y el Comité de Nombres Científicos y en Inglés Estándar (Sociedad para el Estudio de Anfibios y Reptiles).